# Rembrandt (Pferd)
Rembrandt (* 15. März 1977; † 30. Oktober 2001) war ein Westfalenwallach und ein auf internationalen Turnieren weltweit erfolgreiches Dressurpferd.
Rembrandt, geritten von Nicole Uphoff, war – neben zahlreichen anderen Erfolgen – Olympiasieger 1988 in Seoul und 1992 in Barcelona. Beide Male erreichte er sowohl Einzelgold als auch eine Goldmedaille mit der Mannschaft. Er trat auch 1996 noch einmal bei den Olympischen Spielen in Atlanta an, wurde aber von Nicole Uphoff aufgrund einer Muskelzerrung vorzeitig aus dem Wettbewerb genommen. Am 30. Oktober 2001 musste der braune Wallach wegen einer Arthrose eingeschläfert werden.